# Daurnogomdé
Daurnogomdé, également appelé Daumogomdé, est une commune située dans le département de Siglé de la province de Boulkiemdé dans la région du Centre-Ouest au Burkina Faso.

## Démographie
| 2003 | 2006 | 2012 |
| ---- | ---- | ---- |
| 660  | 604  | -    |

## Éducation et santé
Le centre de soins le plus proche de Daurnogomdé est le centre de santé et de promotion sociale (CSPS) de Siglé.